# Philipp Bardenberg
Philipp Bardenberg (* 1973) ist ein deutscher Studio- und Jazz-Musiker (Bass).

## Leben und Wirken
Bardenberg stammt aus einer Musikerfamilie, hat deutsche und jugoslawische Wurzeln, und begann seine Karriere in zahlreichen Live-, Fernseh- und Studioprojekten. Er arbeitete u. a. mit Tom Gäbel, Clueso, Vanilla Ninja, Arve Henriksen, Martin Moss, Annett Louisan und Heinz Rudolf Kunze. Auch komponierte er u. a. für Wolfgang Petry und die SAT 1-Show Schillerstrasse. Im Bereich des Jazz arbeitete er u. a. mit Lars Duppler, Andreas Molino und im Trio East Drive mit Vadim Neselovskyi, Bodek Janke und Vitaliy Zolotov.

## Diskographische Hinweise
- Marcel Richard: Kammermusik (Mons, 2005), mit Natalie Hausmann, Pascal Niggenkemper
- Bodek Janke: Global.Dance.Kulture (2008)
- East Drive feat. Olivia Trummer (Neuklang, 2011)
- East Drive: Folksongs 2 (Neuklang, 2013)
- East Drive & Tamara Lukasheva: Savka i Griška (Dreyer Gaido Musikproduktionen, 2016)